# Timo Boll
Timo Boll (Erbach, 1981. március 8. –) német profi asztalitenisz játékos. 2019 márciusában 5. az ITTF világranglistáján. Minden idők egyik legjobb német asztaliteniszezője, miután 2003-ban, 2011-ben és 2018 márciusában is a világranglista legtetejére tudott kerülni.

## Gyermekkor
Timo 1981. március 8-án született Erbachban (Hessen tartomány). Négyéves korában kezdett el asztaliteniszezni, ekkor edzője édesapja volt. 1987-ben tagja lett a TSV Höchst csapatának, ahol egyesületi szinten játszott. Nyolcéves volt, amikor egy hesseni edző, Helmut Hampel felfedezte, majd támogatta őt. 1990-ben kezdett el a pfungstadti edzőközpontban tréningezni, majd 4 évvel később klubot váltott és a FTG Frankfurt játékosa lett. Itt már a német 2. ligában játszott, amikor egy másik egyesület is felfigyelt rá. 1995-ben a TTV Gönnern szerződést ajánlott neki, viszont ehhez 170 km-rel arrébb lévő városba, Höchstbe kellett költöznie, ahol lehetővé tették az ekkor 14 éves Timónak az egész napos edzést. A csapat 5. számú játékosa lett, azonban az egész szezonban csak egy meccset vesztett. Ezzel a teljesítménnyel hozzájárult, hogy a csapata feljutott a német 1. ligába (Tischtennis-Bundesliga).

## Karrier

### Ifjúsági német és nemzetközi sikerek
A 14 éves Timo Boll volt a német liga valaha volt legfiatalabb játékosa (Frank Klitzsch-sel együtt). Első nemzetközi sikerét 1995-ben The Hague-ban a Table Tennis European Youth Championshipsen érte el, ahol 3 aranyérmet szerzett. 1996-ban ugyanezen a versenyen 2. helyezést ért el a junior fiúk között. 1997-ben egyéniben és 1998-ban egyéniben és párosban is nyerni tudott. 

### Nemzetközi sikerek
2002-ben Boll lett az első német játékos, aki Top-12 versenyt tudott nyerni, a döntőben a fehérorosz Vladimir Samsonovot győzte le 4-3 arányban. A 10 legjobb német játékos közé tartozott az ITTF világranglistája szerint, megelőzve Jörg Roßkopfot. A zágrábi Európa-bajnokságon megnyerte mind az egyéni, mind a páros versenyszámot, párja Zoltan Fejer-Konnerth volt. A német csapatot, melyben Boll is szerepelt, a döntőben a svédek 3-2-re győzték le. 2002-ben a csinani Világkupa-versenyen a világbajnok Wang Liqint és az olimpiai bajnok Kong Linghuit legyőzve állhatott a dobogó legtetejére. Ezzel a győzelemmel a 2002-es év végére a legmagasabban rangsorolt játékos lett a világon.